# Giải bóng đá Hạng Nhất quốc gia 1998
Giải bóng đá Hạng Nhất quốc gia 1998 là mùa giải thứ 16 của Giải bóng đá Vô địch Quốc gia và là mùa giải thứ hai dưới tên gọi Giải bóng đá Hạng Nhất quốc gia. Giải đấu diễn ra từ ngày 1 tháng 3 đến 14 tháng 6 năm 1998, với 14 đội bóng thi đấu vòng tròn hai lượt trên sân nhà và sân khách. Hai đội xếp cuối bảng sẽ xuống giải Hạng Nhì, còn hai đội xếp thứ 11 và 12 sẽ đấu với hai đội xếp thứ 3 và 4 giải Hạng Nhì để xác định 2 suất cuối cùng tham dự giải Hạng Nhất mùa sau.

## Thay đổi đội bóng
| Thăng hạng từ giải Hạng Nhì 1997 - Nam Định - Long An - Bình Dương - Bình Định | Xuống hạng đến giải Hạng Nhì 1998 - Vĩnh Long - An Giang |

## Các đội bóng

### Sân vận động
| Đội bóng                      | Địa điểm                       | Sân vận động | Sức chứa |
| ----------------------------- | ------------------------------ | ------------ | -------- |
| Bình Dương                    | Thủ Dầu Một, Bình Dương        | Gò Đậu       |          |
| Bình Định                     | Quy Nhơn, Bình Định            | Quy Nhơn     | 20.000   |
| Cảng Sài Gòn                  | Quận 10, Thành phố Hồ Chí Minh | Thống Nhất   | 25.000   |
| Câu lạc bộ Quân đội           | Ba Đình, Hà Nội                | Cột Cờ       | 6.000    |
| Công an Hải Phòng             | Ngô Quyền, Hải Phòng           | Lạch Tray    | 20.000   |
| Công an Hà Nội                | Đống Đa, Hà Nội                | Hà Nội       | 25.000   |
| Công an Thành phố Hồ Chí Minh | Quận 10, Thành phố Hồ Chí Minh | Thống Nhất   | 25.000   |
| Đồng Tháp                     | Cao Lãnh, Đồng Tháp            | Cao Lãnh     | 25.000   |
| Hải Quan                      | Quận 10, Thành phố Hồ Chí Minh | Thống Nhất   | 25.000   |
| Khánh Hòa                     | Nha Trang, Khánh Hòa           | Nha Trang    | 15.000   |
| Lâm Đồng                      | Đà Lạt, Lâm Đồng               | Đà Lạt       | 10.000   |
| Long An                       | Tân An, Long An                | Long An      | 20.000   |
| Nam Định                      | Thành phố Nam Định, Nam Định   | Thiên Trường | 20.000   |
| Sông Lam Nghệ An              | Vinh, Nghệ An                  | Vinh         | 25.000   |

### Nhân sự, nhà tài trợ và áo đấu
| Đội bóng                      | Huấn luyện viên     | Đội trưởng                         | Nhà sản xuất áo đấu | Nhà tài trợ chính |
| ----------------------------- | ------------------- | ---------------------------------- | ------------------- | ----------------- |
| Bình Dương                    | Vũ Văn Tư           |                                    |                     | Foremost          |
| Bình Định                     | Lê Thanh Huy        |                                    |                     |                   |
| Cảng Sài Gòn                  | Phạm Huỳnh Tam Lang | Lê Hoài Thanh                      |                     | San Miguel        |
| Câu lạc bộ Quân đội           | Vương Tiến Dũng     | Đỗ Mạnh Dũng                       | Adidas              | Plussz            |
| Công an Hải Phòng             | Mai Trần Hải        |                                    | Grand Sport         | Rennie            |
| Công an Hà Nội                | Tô Quang Nhạ        |                                    | Adidas              | Sơn Levis         |
| Công an Thành phố Hồ Chí Minh | Lê Hữu Tường        | Lê Huỳnh Đức Nguyễn Phan Hoài Linh | Lotto               | Pepsi             |
| Đồng Tháp                     | Đoàn Minh Xương     |                                    |                     |                   |
| Hải Quan                      | Nguyễn Tân Hòa      |                                    | Mikasa              | Samsung           |
| Khánh Hòa                     | Dương Quang Hổ      | Hoàng Anh Tuấn                     |                     | Không             |
| Lâm Đồng                      | Đoàn Phùng          |                                    | Lotto               |                   |
| Long An                       | Huỳnh Ngọc San      |                                    |                     | La Vie            |
| Nam Định                      | Ninh Văn Bảo        | Nguyễn Văn Dũng                    | Adidas              | Không             |
| Sông Lam Nghệ An              | Nguyễn Thành Vinh   | Phan Thanh Tuấn Nguyễn Hữu Thắng   | Diadora             | Halida            |

### Thay đổi huấn luyện viên
| Đội bóng          | Huấn luyện viên đi | Hình thức | Ngày rời đi         | Vị trí xếp hạng | Huấn luyện viên đến | Ngày đến            | Ghi chú        |
| ----------------- | ------------------ | --------- | ------------------- | --------------- | ------------------- | ------------------- | -------------- |
| Hải Quan          | Nguyễn Kim Hằng    | Đình chỉ  | 28 tháng 2 năm 1998 | Trước mùa giải  | Nguyễn Tân Hòa      | 28 tháng 2 năm 1998 | Thông báo số 1 |
| Đồng Tháp         | Vương Thành Trung  |           | 1998                | Trước mùa giải  | Đoàn Minh Xương     | 1998                |                |
| Công an Hải Phòng | Trần Bình Sự       | Đình chỉ  | 3 tháng 4 năm 1998  |                 | Mai Trần Hải        |                     | Thông báo số 5 |
| Công an Hà Nội    | Nguyễn Văn Nhã     | Đình chỉ  | 3 tháng 4 năm 1998  |                 | Tô Quang Nhạ        | 1998                | Thông báo số 5 |
| Long An           | Nguyễn Anh Tuấn    |           | 19 tháng 4 năm 1998 |                 | Huỳnh Ngọc San      | 19 tháng 4 năm 1998 |                |

## Lịch thi đấu và kết quả

### Lịch thi đấu

#### Vòng 1
| 1 tháng 3 năm 1998 | Công an Hà Nội | 0–0      | Câu lạc bộ Quân đội | Đống Đa, Hà Nội                                                      |  |
| 17:00              |                | Chi tiết |                     | Sân vận động: Hà Nội Lượng khán giả: 16.000 Trọng tài: Lương Thế Tài |  |

| 1 tháng 3 năm 1998 | Nam Định       | 1–0      | Công an Hải Phòng | TP. Nam Định, Nam Định                                                   |  |
| 15:00              | - Văn Tuấn 21' | Chi tiết |                   | Sân vận động: Chùa Cuối Lượng khán giả: 18.000 Trọng tài: Phạm Chu Thiện |  |

| 1 tháng 3 năm 1998 | Sông Lam Nghệ An                             | 2–1      | Bình Định          | Vinh, Nghệ An                                                       |  |
| 15:00              | - Quang Trường 39' - Phương Trung 86' (l.n.) | Chi tiết | - Phương Trung 70' | Sân vận động: Vinh Lượng khán giả: 7.000 Trọng tài: Trần Khánh Hưng |  |

| 1 tháng 3 năm 1998 | Long An        | 1–1      | Khánh Hòa                | Tân An, Long An                                                     |  |
| 15:30              | - Văn Sanh 69' | Chi tiết | - Đặng Đạo 17' - Hữu Đức | Sân vận động: Long An Lượng khán giả: 8.000 Trọng tài: Đoàn Phú Tấn |  |

| 1 tháng 3 năm 1998 | Đồng Tháp                       | 1–1      | Bình Dương                         | Cao Lãnh, Đồng Tháp                                                    |  |
| 15:30              | - Tấn Thành 17' - Công Nhậm 70' | Chi tiết | - Văn Hải 29' (ph.đ.) - Văn Dũ 67' | Sân vận động: Cao Lãnh Lượng khán giả: 8.000 Trọng tài: Nguyễn Văn Mùi |  |

| 1 tháng 3 năm 1998 | Công an TP. Hồ Chí Minh                           | 3–0      | Hải Quan | Quận 10, TP.HCM                                                       |  |
| 17:00              | - Huỳnh Đức 12' - Sỹ Thành 38' - Thanh Phương 56' | Chi tiết |          | Sân vận động: Thống Nhất Lượng khán giả: 5.000 Trọng tài: Võ Minh Trí |  |

| 1 tháng 3 năm 1998 | Lâm Đồng | 1–1 | Cảng Sài Gòn | Đà Lạt, Lâm Đồng     |  |
| 15:30              |          |     |              | Sân vận động: Đà Lạt |  |

#### Vòng 2
| 4 tháng 3 năm 1998 | Câu lạc bộ Quân đội                              | 3–0      | Nam Định | Ba Đình, Hà Nội                                                      |  |
| 15:00              | - Việt Hoàng 4' - Công Tuyền 41' - Minh Tiến 56' | Chi tiết |          | Sân vận động: Cột Cờ Lượng khán giả: 6.000 Trọng tài: Phạm Chu Thiện |  |

| 4 tháng 3 năm 1998 | Công an Hải Phòng | 1–1      | Công an Hà Nội | Ngô Quyền, Hải Phòng                                                     |  |
| 15:00              | Trường Giang 90'  | Chi tiết | Tuấn Thành 57' | Sân vận động: Lạch Tray Lượng khán giả: 8.000 Trọng tài: Trần Khánh Hưng |  |

| 4 tháng 3 năm 1998 | Sông Lam Nghệ An                              | 3–2      | Khánh Hòa                   | Vinh, Nghệ An                                                     |  |
| 15:00              | - Văn Tiến 24' - Ðức Lam 80' - Quốc Cường 86' | Chi tiết | - Chí Tâm 4' - Hữu Đang 82' | Sân vận động: Vinh Lượng khán giả: 10.000 Trọng tài: Phạm Hữu Lộc |  |

| 4 tháng 3 năm 1998 | Bình Dương | 0–0      | Long An | Thủ Dầu Một, Bình Dương                                           |  |
| 15:30              |            | Chi tiết |         | Sân vận động: Gò Đậu Lượng khán giả: 3.000 Trọng tài: Hồ Huy Hồng |  |

| 4 tháng 3 năm 1998 | Hải Quan            | 2–6      | Cảng Sài Gòn                                                                                       | Quận 10, TP.HCM                                               |  |
| 17:00              | - Thanh Hải 9', 61' | Chi tiết | - Quan Huy 27', 58' - Ðình Tuấn 34' - Quốc Bảo 51' - Anh Tuấn 65' - Văn Lợi 87' - Minh Mẫu 39' 71' | Sân vận động: Thống Nhất Lượng khán giả: Đức Trọng tài: 1.000 |  |

| 5 tháng 3 năm 1998 | Bình Định | 0–0 | Đồng Tháp | Quy Nhơn, Bình Định    |  |
| 17:00              |           |     |           | Sân vận động: Quy Nhơn |  |

| 5 tháng 3 năm 1998 | Công an TP. Hồ Chí Minh | 3–1 | Lâm Đồng | Quận 10, TP.HCM          |  |
| 17:00              |                         |     |          | Sân vận động: Thống Nhất |  |

#### Vòng 3
| 8 tháng 3 năm 1998 | Câu lạc bộ Quân đội | 2–1 | Công an Hải Phòng | Ba Đình, Hà Nội      |  |
| 15:00              |                     |     |                   | Sân vận động: Cột Cờ |  |

| 8 tháng 3 năm 1998 | Nam Định | 2–1 | Công an Hà Nội | TP. Nam Định, Nam Định                             |  |
| 15:00              |          |     |                | Sân vận động: Chùa Cuối Trọng tài: Trần Khánh Hưng |  |

| 8 tháng 3 năm 1998 | Long An       | 1–0      | Sông Lam Nghệ An | Tân An, Long An       |  |
| 15:30              | Thanh Bình 3' | Chi tiết |                  | Sân vận động: Long An |  |

| 8 tháng 3 năm 1998 | Bình Định | 0–1 | Bình Dương | Quy Nhơn, Bình Định    |  |
| 17:00              |           |     |            | Sân vận động: Quy Nhơn |  |

| 8 tháng 3 năm 1998 | Khánh Hòa | 0–0 | Đồng Tháp | Nha Trang, Khánh Hòa    |  |
| 15:30              |           |     |           | Sân vận động: Nha Trang |  |

| 8 tháng 3 năm 1998 | Hải Quan | 0–1 | Lâm Đồng | Quận 10, TP.HCM          |  |
| 17:00              |          |     |          | Sân vận động: Thống Nhất |  |

| 9 tháng 3 năm 1998 | Cảng Sài Gòn | 2–2 | Công an TP. Hồ Chí Minh | Quận 10, TP.HCM                                   |  |
| 17:00              |              |     |                         | Sân vận động: Thống Nhất Trọng tài: Lương Thế Tài |  |

#### Vòng 4
| 11 tháng 3 năm 1998 | Khánh Hòa | 0–0      | Bình Dương | Nha Trang, Khánh Hòa                                                  |  |
| 15:30               |           | Chi tiết |            | Sân vận động: Nha Trang Lượng khán giả: 7.000 Trọng tài: Từ Minh Đăng |  |

| 12 tháng 3 năm 1998 | Đồng Tháp                       | 2–1      | Sông Lam Nghệ An | Cao Lãnh, Đồng Tháp                                                 |  |
| 15:30               | - Minh Nghĩa 26' - Văn Hùng 89' | Chi tiết | Sỹ Hùng 41'      | Sân vận động: Cao Lãnh Lượng khán giả: 8.000 Trọng tài: Hồ Huy Hồng |  |

| 12 tháng 3 năm 1998 | Long An        | 1–1      | Bình Định     | Tân An, Long An                                              |  |
| 15:30               | Thanh Bình 47' | Chi tiết | Ngọc Thái 88' | Sân vận động: Long An Lượng khán giả: 10.000 Trọng tài: Hiền |  |

| 12 tháng 3 năm 1998 | Lâm Đồng                       | 2–0      | Câu lạc bộ Quân đội | Đà Lạt, Lâm Đồng                                          |  |
| 15:30               | - Xuân Tân 37' - Tiến Danh 59' | Chi tiết |                     | Sân vận động: Đà Lạt Lượng khán giả: 9.000 Trọng tài: Đức |  |

| 12 tháng 3 năm 1998 | Công an Hải Phòng                         | 4–1      | Công an TP. Hồ Chí Minh | Ngô Quyền, Hải Phòng                                                      |  |
| 17:00               | - Xuân Thành 24', 89' - Văn Dũng 40', 80' | Chi tiết | - Mạnh Cường 77'        | Sân vận động: Lạch Tray Lượng khán giả: 9.000 Trọng tài: Nguyễn Tuấn Hùng |  |

| 12 tháng 3 năm 1998 | Cảng Sài Gòn     | 2–1      | Nam Định     | Quận 10, TP.HCM                                                           |  |
| 17:00               | Văn Lợi 30', 63' | Chi tiết | Văn Dũng 19' | Sân vận động: Thống Nhất Lượng khán giả: 10.000 Trọng tài: Dương Văn Hiền |  |

| 12 tháng 3 năm 1998 | Công an Hà Nội | 1–1      | Hải Quan     | Đống Đa, Hà Nội                                                      |  |
| 17:00               | Bật Hưng 89'   | Chi tiết | Bảo Hùng 51' | Sân vận động: Hà Nội Lượng khán giả: 7.000 Trọng tài: Nguyễn Văn Mùi |  |

#### Vòng 5
| 15 tháng 3 năm 1998 | Lâm Đồng | 2–1 | Nam Định | Đà Lạt, Lâm Đồng     |  |
| 15:00               |          |     |          | Sân vận động: Đà Lạt |  |

| 15 tháng 3 năm 1998 | Công an Hải Phòng | 0–0      | Hải Quan | Ngô Quyền, Hải Phòng                                                   |  |
| 15:30               |                   | Chi tiết |          | Sân vận động: Lạch Tray Lượng khán giả: 12.000 Trọng tài: Đoàn Phú Tấn |  |

| 15 tháng 3 năm 1998 | Bình Dương                      | 2–0      | Sông Lam Nghệ An | Thủ Dầu Một, Bình Dương                                   |  |
| 15:30               | - Văn Khanh 5' - Thanh Hiền 57' | Chi tiết |                  | Sân vận động: Gò Đậu Lượng khán giả: Đức Trọng tài: 5.000 |  |

| 15 tháng 3 năm 1998 | Bình Định | 1–0 | Khánh Hòa | Quy Nhơn, Bình Định    |  |
| 17:00               |           |     |           | Sân vận động: Quy Nhơn |  |

| 15 tháng 3 năm 1998 | Đồng Tháp    | 1–1      | Long An        | Cao Lãnh, Đồng Tháp                                                   |  |
| 15:30               | Văn Hùng 84' | Chi tiết | Thanh Bình 53' | Sân vận động: Cao Lãnh Lượng khán giả: 6.000 Trọng tài: Đặng Thanh Hạ |  |

| 15 tháng 3 năm 1998 | Cảng Sài Gòn | 0–1      | Câu lạc bộ Quân đội | Quận 10, TP.HCM                                                           |  |
| 17:00               |              | Chi tiết | Phương Nam 82'      | Sân vận động: Thống Nhất Lượng khán giả: 10.000 Trọng tài: Phạm Văn Quang |  |

| 15 tháng 3 năm 1998 | Công an Hà Nội       | 2–2      | Công an TP. Hồ Chí Minh      | Đống Đa, Hà Nội                                                      |  |
| 17:00               | Minh Hiếu 41', 90+8' | Chi tiết | Huỳnh Đức 33' · Ngọc Thọ 89' | Sân vận động: Hà Nội Lượng khán giả: 15.000 Trọng tài: Phạm Phú Hùng |  |

#### Vòng 6
| 18 tháng 3 năm 1998 | Hải Quan | 0–0      | Sông Lam Nghệ An | Quận 10, TP.HCM                                                           |  |
| 17:00               |          | Chi tiết |                  | Sân vận động: Thống Nhất Lượng khán giả: 4.000 Trọng tài: Trần Khánh Hưng |  |

| 18 tháng 3 năm 1998 | Bình Dương                      | 2–1      | Câu lạc bộ Quân đội | Thủ Dầu Một, Bình Dương                                            |  |
| 15:30               | - Đại Ninh 19' - Thanh Hiền 79' | Chi tiết | Công Tuyền 89'      | Sân vận động: Gò Đậu Lượng khán giả: 8.000 Trọng tài: Từ Minh Đăng |  |

| 19 tháng 3 năm 1998 | Khánh Hòa                                   | 3–0 | Cảng Sài Gòn | Nha Trang, Khánh Hòa                                                 |  |
| 15:30               | - Thái Hòa 19' - Ðặng Ðạo 43' - Quý Đức 48' |     |              | Sân vận động: Nha Trang Lượng khán giả: 5.000 Trọng tài: Hồ Huy Hồng |  |

| 19 tháng 3 năm 1998 | Công an Hải Phòng                                               | 4–0      | Long An | Ngô Quyền, Hải Phòng                                                    |  |
| 15:00               | - Trường Sơn 17' - Thái Bảo 16' - Văn Dũng 44' - Hồng Thắng 50' | Chi tiết |         | Sân vận động: Lạch Tray Lượng khán giả: 5.000 Trọng tài: Nguyễn Văn Mùi |  |

| 19 tháng 3 năm 1998 | Bình Định | 1–3      | Lâm Đồng                           | Quy Nhơn, Bình Định                                                    |  |
| 17:00               |           | Chi tiết | - Tiến Danh 8', 59' - Xuân Tân 31' | Sân vận động: Quy Nhơn Lượng khán giả: 10.000 Trọng tài: Đặng Thanh Hạ |  |

| 19 tháng 3 năm 1998 | Công an Hà Nội                                                      | 4–1      | Đồng Tháp      | Đống Đa, Hà Nội                                                     |  |
| 17:00               | - Tuấn Thành 2', 34', 87' - Minh Hiếu 4' (ph.đ.) - Văn Thuận 5' 44' | Chi tiết | Minh Nghĩa 58' | Sân vận động: Hà Nội Lượng khán giả: 9.000 Trọng tài: Lương Thế Tài |  |

| 19 tháng 3 năm 1998 | Công an TP. Hồ Chí Minh         | 2–1      | Nam Định     | Quận 10, TP.HCM                                               |  |
| 17:00               | - Ngọc Thọ 40' - Huỳnh Đức 44'. | Chi tiết | Văn Dũng 68' | Sân vận động: Thống Nhất Lượng khán giả: 4.000 Trọng tài: Đức |  |

#### Vòng 7
| 22 tháng 3 năm 1998 | Hải Quan   | 1–0      | Nam Định | Quận 10, TP.HCM                                                 |  |
| 17:00               | Chí Mỹ 40' | Chi tiết |          | Sân vận động: Thống Nhất Lượng khán giả: 2.000 Trọng tài: Chánh |  |

| 22 tháng 3 năm 1998 | Sông Lam Nghệ An                    | 1–1      | Câu lạc bộ Quân đội | Vinh, Nghệ An                                                     |  |
| 15:00               | - Thanh Tuấn 13' - Quang Trường 88' | Chi tiết | Đặng Phương Nam 85' | Sân vận động: Vinh Lượng khán giả: 6.000 Trọng tài: Lương Thế Tài |  |

| 22 tháng 3 năm 1998 | Công an Hà Nội | 1–0      | Long An | Đống Đa, Hà Nội                                                    |  |
| 17:00               | Xuân Thanh 12' | Chi tiết |         | Sân vận động: Hà Nội Lượng khán giả: 9.000 Trọng tài: Từ Minh Đăng |  |

| 22 tháng 3 năm 1998 | Công an Hải Phòng | 1–2      | Đồng Tháp                         | Ngô Quyền, Hải Phòng                                          |  |
| 15:30               | - Thái Bảo 49'    | Chi tiết | - Xuân Thành 45' - Minh Nghĩa 67' | Sân vận động: Lạch Tray Lượng khán giả: 5.000 Trọng tài: Hùng |  |

| 22 tháng 3 năm 1998 | Bình Định | 1–3      | Cảng Sài Gòn                                | Quy Nhơn, Bình Định                                           |  |
| 17:00               | 60'       | Chi tiết | - Hồng Sơn 23' - Tấn Hải 31' - Quốc Bảo 75' | Sân vận động: Quy Nhơn Lượng khán giả: 15.000 Trọng tài: Hùng |  |

| 22 tháng 3 năm 1998 | Khánh Hòa   | 1–0      | Lâm Đồng | Nha Trang, Khánh Hòa                                                    |  |
| 15:30               | Quý Đức 15' | Chi tiết |          | Sân vận động: Nha Trang Lượng khán giả: 6.000 Trọng tài: Dương Văn Hiền |  |

| 23 tháng 3 năm 1998 | Công an TP. Hồ Chí Minh             | 3–0      | Bình Dương | Quận 10, TP.HCM                                                         |  |
| 17:00               | - Huỳnh Đức 7', 58' - Hiền Vinh 62' | Chi tiết |            | Sân vận động: Thống Nhất Lượng khán giả: 10.000 Trọng tài: Bùi Huy Tùng |  |

#### Vòng 8
| 26 tháng 3 năm 1998 | Đồng Tháp | 0–0      | Hải Quan | Cao Lãnh, Đồng Tháp                                                  |  |
| 15:30               |           | Chi tiết |          | Sân vận động: Cao Lãnh Lượng khán giả: 5.000 Trọng tài: Bùi Huy Tùng |  |

| 26 tháng 3 năm 1998 | Nam Định | 1–0 | Khánh Hòa | TP. Nam Định, Nam Định  |  |
| 15:00               |          |     |           | Sân vận động: Chùa Cuối |  |

| 26 tháng 3 năm 1998 | Sông Lam Nghệ An | 1–1      | Công an Hải Phòng | Đống Đa, Hà Nội                                                     |  |
| 15:00               | Sỹ Thuỷ 14'      | Chi tiết | Trung Hải 89'     | Sân vận động: Hà Nội Lượng khán giả: Từ Minh Đăng Trọng tài: 10.000 |  |

| 26 tháng 3 năm 1998 | Lâm Đồng | 0–1      | Bình Dương   | Đà Lạt, Lâm Đồng                                                      |  |
| 15:30               |          | Chi tiết | Văn Khanh 8' | Sân vận động: Đà Lạt Lượng khán giả: 8.000 Trọng tài: Trần Khánh Hưng |  |

| 26 tháng 3 năm 1998 | Cảng Sài Gòn | 1–2      | Công an Hà Nội                    | Quận 10, TP.HCM                                                 |  |
| 17:00               | Văn Lợi 22'  | Chi tiết | - Xuân Thanh 62' - Tuấn Thành 79' | Sân vận động: Thống Nhất Lượng khán giả: 5.000 Trọng tài: Quang |  |

| 26 tháng 3 năm 1998 | Câu lạc bộ Quân đội               | 2–0      | Bình Định | Ba Đình, Hà Nội                                                      |  |
| 15:00               | - Phương Nam 39' - Công Tuyền 46' | Chi tiết |           | Sân vận động: Cột Cờ Lượng khán giả: Phạm Chu Thiên Trọng tài: 5.000 |  |

| 26 tháng 3 năm 1998 | Long An | 0–1      | Công an TP. Hồ Chí Minh | Tân An, Long An                                                     |  |
| 15:30               |         | Chi tiết | Văn Sanh 47'            | Sân vận động: Long An Lượng khán giả: 20.000 Trọng tài: Hồ Huy Hồng |  |

#### Vòng 9
| 1 tháng 4 năm 1998 | Long An | 0–0      | Hải Quan | Tân An, Long An                                                       |  |
| 15:30              |         | Chi tiết |          | Sân vận động: Long An Lượng khán giả: 7.000 Trọng tài: Nguyễn Văn Mùi |  |

| 1 tháng 4 năm 1998 | Nam Định                                         | 4–1      | Bình Định        | TP. Nam Định, Nam Định                                                 |  |
| 15:00              | - Văn Sỹ 6' - Văn Tuấn 18', 84' - Văn Phương 77' | Chi tiết | - Phùng Hoàn 21' | Sân vận động: Chùa Cuối Lượng khán giả: 12.000 Trọng tài: Từ Minh Đăng |  |

| 1 tháng 4 năm 1998 | Bình Dương                   | 2–0      | Công an Hải Phòng | Thủ Dầu Một, Bình Dương                                   |  |
| 15:00              | - Văn Hải 50' - Ðại Ninh 67' | Chi tiết |                   | Sân vận động: Gò Đậu Lượng khán giả: 5.000 Trọng tài: Đức |  |

| 1 tháng 4 năm 1998 | Lâm Đồng                                        | 3–1      | Công an Hà Nội   | Đà Lạt, Lâm Đồng                                                      |  |
| 15:30              | - Thanh Nhàn 16' - Hồng Hải 44' - Ðức Thắng 63' | Chi tiết | - Tuấn Thành 87' | Sân vận động: Đà Lạt Lượng khán giả: 10.000 Trọng tài: Phạm Chu Thiện |  |

| 1 tháng 4 năm 1998 | Cảng Sài Gòn                  | 2–1      | Sông Lam Nghệ An                | Quận 10, TP.HCM                                                            |  |
| 17:00              | - Hồng Sơn 13' - Quan Huy 81' | Chi tiết | - Sỹ Thủy 5' - Hữu Thắng 8' 64' | Sân vận động: Thống Nhất Lượng khán giả: 7.000 Trọng tài: Nguyễn Tuấn Hùng |  |

| 1 tháng 4 năm 1998 | Đồng Tháp | 0–0      | Công an TP. Hồ Chí Minh | Cao Lãnh, Đồng Tháp                                                  |  |
| 15:30              |           | Chi tiết |                         | Sân vận động: Cao Lãnh Lượng khán giả: 15.000 Trọng tài: Hồ Huy Hồng |  |

| 1 tháng 4 năm 1998 | Câu lạc bộ Quân đội                                   | 4–0      | Khánh Hòa | Ba Đình, Hà Nội                                                    |  |
| 15:00              | - Bảo Khanh 1' - Phương Nam 15' - Việt Hoàng 54', 62' | Chi tiết |           | Sân vận động: Cột Cờ Lượng khán giả: 4.000 Trọng tài: Bùi Huy Tùng |  |

#### Vòng 10
| 5 tháng 4 năm 1998 | Câu lạc bộ Quân đội | 2–0 | Long An | Ba Đình, Hà Nội      |  |
| 15:30              | Phương Nam 44', 82' |     |         | Sân vận động: Cột Cờ |  |

| 5 tháng 4 năm 1998 | Nam Định          | 2–1      | Đồng Tháp    | TP. Nam Định, Nam Định                                                     |  |
| 15:00              | Văn Dũng 29', 76' | Chi tiết | Anh Tuấn 39' | Sân vận động: Chùa Cuối Lượng khán giả: 18.000 Trọng tài: Nguyễn Tuấn Hùng |  |

| 5 tháng 4 năm 1998 | Bình Dương | 0–3 | Công an Hà Nội                                      | Thủ Dầu Một, Bình Dương                    |  |
| 15:30              |            |     | - Minh Hiếu 25' - Tuấn Thành 45' - Thanh Minh 90+4' | Sân vận động: Gò Đậu Lượng khán giả: 5.000 |  |

| 5 tháng 4 năm 1998 | Lâm Đồng                                                           | 5–2 | Sông Lam Nghệ An   | Đà Lạt, Lâm Đồng                                                      |  |
| 15:30              | - Minh Tuấn 23' - Chí Thành 26' - Tiến Danh 40', 84' - Văn Tâm 69' |     | - Sỹ Thủy 80', 87' | Sân vận động: Đà Lạt Lượng khán giả: 15.000 Trọng tài: Phạm Chu Thiện |  |

| 5 tháng 4 năm 1998 | Khánh Hòa  | 1–0 | Hải Quan | Nha Trang, Khánh Hòa                                                     |  |
| 15:30              | Quý Đức 3' |     |          | Sân vận động: Nha Trang Lượng khán giả: 7.000 Trọng tài: Trương Thế Toàn |  |

| 5 tháng 4 năm 1998 | Cảng Sài Gòn                                    | 3–0 | Công an Hải Phòng | Quận 10, TP.HCM                                                          |  |
| 17:00              | - Hồng Sơn 27' - Hoàng Bửu 57' - Ngọc Thanh 86' |     |                   | Sân vận động: Thống Nhất Lượng khán giả: 2.000 Trọng tài: Nguyễn Văn Mùi |  |

| 5 tháng 4 năm 1998 | Bình Định     | 1–2 | Công an TP. Hồ Chí Minh         | Quy Nhơn, Bình Định                                                       |  |
| 17:00              | Quang Huy 30' |     | - Sỹ Thành 55' - Liêm Thanh 70' | Sân vận động: Quy Nhơn Lượng khán giả: 20.000 Trọng tài: Nguyễn Tuấn Hùng |  |

#### Vòng 11
| 8 tháng 4 năm 1998 | Nam Định | 2–0 | Long An | TP. Nam Định, Nam Định  |  |
| 15:00              |          |     |         | Sân vận động: Chùa Cuối |  |

| 9 tháng 4 năm 1998 | Sông Lam Nghệ An            | 2–0      | Công an Hà Nội | Vinh, Nghệ An      |  |
| 15:00              | Hữu Thắng 18' · Văn Sỹ Hùng | Chi tiết |                | Sân vận động: Vinh |  |

| 8 tháng 4 năm 1998 | Lâm Đồng | 0–0 | Công an Hải Phòng | Đà Lạt, Lâm Đồng     |  |
| 15:30              |          |     |                   | Sân vận động: Đà Lạt |  |

| 8 tháng 4 năm 1998 | Câu lạc bộ Quân đội | 4–0 | Đồng Tháp | Ba Đình, Hà Nội      |  |
| 15:00              |                     |     |           | Sân vận động: Cột Cờ |  |

| 8 tháng 4 năm 1998 | Cảng Sài Gòn | 0–0 | Bình Dương | Quận 10, TP.HCM          |  |
| 17:00              |              |     |            | Sân vận động: Thống Nhất |  |

| 8 tháng 4 năm 1998 | Bình Định | 0–1 | Hải Quan | Quy Nhơn, Bình Định    |  |
| 17:00              |           |     |          | Sân vận động: Quy Nhơn |  |

| 8 tháng 4 năm 1998 | Khánh Hòa | 0–0 | Công an TP. Hồ Chí Minh | Nha Trang, Khánh Hòa    |  |
| 15:30              |           |     |                         | Sân vận động: Nha Trang |  |

#### Vòng 12
| 11 tháng 4 năm 1998 | Công an TP. Hồ Chí Minh | 0–0      | Câu lạc bộ Quân đội | Quận 10, TP.HCM                                                  |  |
| 17:00               |                         | Chi tiết |                     | Sân vận động: Thống Nhất Lượng khán giả: 18.000 Trọng tài: Khánh |  |

| 12 tháng 4 năm 1998 | Công an Hải Phòng | 0–1      | Bình Định     | Ngô Quyền, Hải Phòng                                                   |  |
| 15:00               |                   | Chi tiết | Công Long 53' | Sân vận động: Lạch Tray Lượng khán giả: 6.000 Trọng tài: Lương Thế Tài |  |

| 12 tháng 4 năm 1998 | Công an Hà Nội                                                        | 3–1      | Khánh Hòa              | Đống Đa, Hà Nội                                                    |  |
| 17:00               | - Bật Hưng 8' - Quang Minh 49' - Ngọc Long 83'ố 12 phút 83 Khánh Hoà: | Chi tiết | - Thái Hòa 77' (ph.đ.) | Sân vận động: Hà Nội Lượng khán giả: 8.000 Trọng tài: Từ Minh Đăng |  |

| 12 tháng 4 năm 1998 | Hải Quan                                        | 4–0      | Bình Dương | Quận 10, TP.HCM                                                |  |
| 17:00               | - Hữu Đức 21', 78' - Chí Mỹ 43' - Thanh Hải 76' | Chi tiết |            | Sân vận động: Thống Nhất Lượng khán giả: 2.000 Trọng tài: Hùng |  |

| 12 tháng 4 năm 1998 | Sông Lam Nghệ An                | 2–1      | Nam Định     | Vinh, Nghệ An                                             |  |
| 15:00               | - Thành Long 55' - Anh Tuấn 76' | Chi tiết | Văn Dũng 15' | Sân vận động: Vinh Lượng khán giả: 8.000 Trọng tài: Quang |  |

| 12 tháng 4 năm 1998 | Đồng Tháp                                       | 3–0      | Lâm Đồng | Cao Lãnh, Đồng Tháp                                                 |  |
| 15:30               | - Công Nhậm 2' - Công Minh 17' - Minh Nghĩa 33' | Chi tiết |          | Sân vận động: Cao Lãnh Lượng khán giả: 4.500 Trọng tài: Võ Minh Trí |  |

| 12 tháng 4 năm 1998 | Long An        | 1–0      | Cảng Sài Gòn | Tân An, Long An                                                          |  |
| 15:30               | Thanh Bình 57' | Chi tiết |              | Sân vận động: Long An Lượng khán giả: 10.000 Trọng tài: Nguyễn Hữu Thành |  |

#### Vòng 13
| 15 tháng 4 năm 1998 | Công an Hà Nội | 1–0 | Bình Định | Đống Đa, Hà Nội                             |  |
| 17:00               |                |     |           | Sân vận động: Hà Nội Trọng tài: Bùi Như Đức |  |

| 15 tháng 4 năm 1998 | Công an Hải Phòng | 1–1      | Khánh Hòa   | Ngô Quyền, Hải Phòng                                                    |  |
| 15:00               | Trung Hải 74'     | Chi tiết | Chí Tâm 53' | Sân vận động: Lạch Tray Lượng khán giả: 3.000 Trọng tài: Phạm Chu Thiện |  |

| 15 tháng 4 năm 1998 | Bình Dương | 0–0      | Nam Định | Thủ Dầu Một, Bình Dương                                             |  |
| 15:30               |            | Chi tiết |          | Sân vận động: Gò Đậu Lượng khán giả: 3.000 Trọng tài: Lương Thế Tài |  |

| 15 tháng 4 năm 1998 | Hải Quan | 0–2      | Câu lạc bộ Quân đội | Quận 10, TP.HCM                                                           |  |
| 17:00               |          | Chi tiết | Phương Nam 40', 60' | Sân vận động: Thống Nhất Lượng khán giả: 7.000 Trọng tài: Trần Khánh Hưng |  |

| 15 tháng 4 năm 1998 | Long An      | 1–1      | Lâm Đồng      | Tân An, Long An                                              |  |
| 17:00               | Anh Tuấn 86' | Chi tiết | Quốc Việt 84' | Sân vận động: Long An Lượng khán giả: 5.000 Trọng tài: Quang |  |

| 15 tháng 4 năm 1998 | Đồng Tháp                        | 2–1      | Cảng Sài Gòn | Cao Lãnh, Đồng Tháp                                          |  |
| 15:30               | - Công Nhậm 29' - Minh Nghĩa 57' | Chi tiết | Hồng Sơn 73' | Sân vận động: Cao Lãnh Lượng khán giả: 5.000 Trọng tài: Trực |  |

| 16 tháng 4 năm 1998 | Công an TP. Hồ Chí Minh | 2–2 | Sông Lam Nghệ An | Quận 10, TP.HCM          |  |
| 17:00               |                         |     |                  | Sân vận động: Thống Nhất |  |

#### Vòng 14
| 18 tháng 4 năm 1998 | Cảng Sài Gòn | 4–1 | Lâm Đồng | Quận 10, TP.HCM          |  |
| 17:00               |              |     |          | Sân vận động: Thống Nhất |  |

| 19 tháng 4 năm 1998 | Câu lạc bộ Quân đội | 0–1      | Công an Hà Nội | Ba Đình, Hà Nội      |  |
| 15:30               |                     | Chi tiết | Minh Hiếu 57'  | Sân vận động: Cột Cờ |  |

| 19 tháng 4 năm 1998 | Công an Hải Phòng | 2–0 | Nam Định | Ngô Quyền, Hải Phòng    |  |
| 15:30               |                   |     |          | Sân vận động: Lạch Tray |  |

| 19 tháng 4 năm 1998 | Bình Định | 1–2 | Sông Lam Nghệ An | Quy Nhơn, Bình Định                             |  |
| 17:00               |           |     |                  | Sân vận động: Quy Nhơn Trọng tài: Phạm Phú Hùng |  |

| 19 tháng 4 năm 1998 | Khánh Hòa | 2–1 | Long An | Nha Trang, Khánh Hòa    |  |
| 15:30               |           |     |         | Sân vận động: Nha Trang |  |

| 19 tháng 4 năm 1998 | Bình Dương | 2–2 | Đồng Tháp | Thủ Dầu Một, Bình Dương |  |
| 15:30               |            |     |           | Sân vận động: Gò Đậu    |  |

| 19 tháng 4 năm 1998 | Hải Quan     | 1–0      | Công an TP. Hồ Chí Minh | Quận 10, TP.HCM          |  |
| 17:00               | Bảo Hùng 28' | Chi tiết |                         | Sân vận động: Thống Nhất |  |

#### Vòng 15
| 22 tháng 4 năm 1998 | Nam Định                                     | 2–3 | Câu lạc bộ Quân đội            | TP. Nam Định, Nam Định                                                   |  |
| 15:30               | - Văn Dũng 75' (ph.đ.), ?' - Đình Nghiêm 85' |     | Việt Hoàng · Hồng Sơn 54', 80' | Sân vận động: Chùa Cuối Lượng khán giả: 20.000 Trọng tài: Phạm Văn Quang |  |

| 22 tháng 4 năm 1998 | Công an Hà Nội | 0–1 | Công an Hải Phòng | Đống Đa, Hà Nội                                                   |  |
| 17:00               |                |     | Trung Hải 55'     | Sân vận động: Hà Nội Lượng khán giả: 7.000 Trọng tài: Hồ Huy Hồng |  |

| 22 tháng 4 năm 1998 | Khánh Hòa                 | 2–4 | Sông Lam Nghệ An                     | Nha Trang, Khánh Hòa                               |  |
| 15:30               | Quý Đức 34' · Chí Tâm 85' |     | Sỹ Hùng 21', 44', 61' · Văn Tiến 89' | Sân vận động: Nha Trang Trọng tài: Trần Khánh Hưng |  |

| 22 tháng 4 năm 1998 | Long An        | 1–0 | Bình Dương | Tân An, Long An                                   |  |
| 15:30               | Thanh Bình 50' |     |            | Sân vận động: Long An Trọng tài: Nguyễn Hữu Thành |  |

| 22 tháng 4 năm 1998 | Cảng Sài Gòn | 4–0 | Hải Quan                                                   | Quận 10, TP.HCM                                 |  |
| 17:00               |              |     | Quan Huy 7' · Tấn Thông 39' · Ngọc Thanh 48' · Văn Lợi 71' | Sân vận động: Thống Nhất Trọng tài: Võ Minh Trí |  |

| 22 tháng 4 năm 1998 | Đồng Tháp                                                              | 4–3 | Bình Định                                 | Cao Lãnh, Đồng Tháp                                                    |  |
| 15:30               | Thiên Bình 2' · Minh Nghĩa 25' · Văn Tuấn 28', p.đ.' · Tấn Thành 40+6' |     | Tôn Lợi 17' · Minh Mính 57' · Văn Hảo 75' | Sân vận động: Cao Lãnh Lượng khán giả: 3.000 Trọng tài: Dương Văn Hiền |  |

| 22 tháng 4 năm 1998 | Lâm Đồng            | 2–2 | Công an TP. Hồ Chí Minh        | Đà Lạt, Lâm Đồng                                                        |  |
| 15:30               | Thanh Nhàn 46', 60' |     | Mạnh Cường 34' · Huỳnh Đức 88' | Sân vận động: Đà Lạt Lượng khán giả: 14.000 Trọng tài: Nguyễn Tuấn Hùng |  |

#### Vòng 16
| 26 tháng 4 năm 1998 | Công an Hải Phòng | 0–0 | Câu lạc bộ Quân đội | Ngô Quyền, Hải Phòng    |  |
| 15:30               |                   |     |                     | Sân vận động: Lạch Tray |  |

| 26 tháng 4 năm 1998 | Công an Hà Nội | 2–0 | Nam Định | Đống Đa, Hà Nội                                 |  |
| 17:00               |                |     |          | Sân vận động: Hà Nội Trọng tài: Trần Khánh Hưng |  |

| 26 tháng 4 năm 1998 | Sông Lam Nghệ An | 4–2 | Long An | Vinh, Nghệ An      |  |
| 15:30               |                  |     |         | Sân vận động: Vinh |  |

| 26 tháng 4 năm 1998 | Bình Dương | 3–0 | Bình Định | Thủ Dầu Một, Bình Dương |  |
| 15:30               |            |     |           | Sân vận động: Gò Đậu    |  |

| 26 tháng 4 năm 1998 | Đồng Tháp | 1–1 | Khánh Hòa | Cao Lãnh, Đồng Tháp    |  |
| 15:30               |           |     |           | Sân vận động: Cao Lãnh |  |

| 26 tháng 4 năm 1998 | Lâm Đồng | 2–1 | Hải Quan | Đà Lạt, Lâm Đồng     |  |
| 15:30               |          |     |          | Sân vận động: Đà Lạt |  |

| 26 tháng 4 năm 1998 | Công an TP. Hồ Chí Minh | 0–1 | Cảng Sài Gòn | Quận 10, TP.HCM          |  |
| 17:00               |                         |     |              | Sân vận động: Thống Nhất |  |

#### Vòng 17
| 30 tháng 4 năm 1998 | Bình Dương                               | 4–4      | Khánh Hòa                          | Thủ Dầu Một, Bình Dương |  |
| 15:30               | Đại Ninh 50' · Đức Mạnh · Thanh Hiền 65' | Chi tiết | Anh Tuấn (ph.đ.) · ? · ? · Chí Tâm | Sân vận động: Gò Đậu    |  |

| 30 tháng 4 năm 1998 | Sông Lam Nghệ An | 2–1 | Đồng Tháp | Vinh, Nghệ An      |  |
| 15:30               |                  |     |           | Sân vận động: Vinh |  |

| 30 tháng 4 năm 1998 | Bình Định | 0–0 | Long An | Hải Châu, Đà Nẵng      |  |
| 15:30               |           |     |         | Sân vận động: Chi Lăng |  |

| 30 tháng 4 năm 1998 | Nam Định | 0–0 | Cảng Sài Gòn | TP. Nam Định, Nam Định  |  |
| 15:30               |          |     |              | Sân vận động: Chùa Cuối |  |

| 30 tháng 4 năm 1998 | Câu lạc bộ Quân đội | 1–0 | Lâm Đồng | Ba Đình, Hà Nội      |  |
| 15:30               |                     |     |          | Sân vận động: Cột Cờ |  |

| 30 tháng 4 năm 1998 | Hải Quan | 0–0 | Công an Hà Nội | Quận 10, TP.HCM          |  |
| 15:30               |          |     |                | Sân vận động: Thống Nhất |  |

| 30 tháng 4 năm 1998 | Công an TP. Hồ Chí Minh | 3–1 | Công an Hải Phòng | Quận 10, TP.HCM          |  |
| 17:30               |                         |     |                   | Sân vận động: Thống Nhất |  |

#### Vòng 18
| 3 tháng 5 năm 1998 | Nam Định | 2–0 | Lâm Đồng | TP. Nam Định, Nam Định  |  |
| 15:30              |          |     |          | Sân vận động: Chùa Cuối |  |

| 3 tháng 5 năm 1998 | Hải Quan | 0–0 | Công an Hải Phòng | Quận 10, TP.HCM          |  |
| 17:00              |          |     |                   | Sân vận động: Thống Nhất |  |

| 3 tháng 5 năm 1998 | Sông Lam Nghệ An | 2–0 | Bình Dương | Vinh, Nghệ An      |  |
| 15:30              |                  |     |            | Sân vận động: Vinh |  |

| 3 tháng 5 năm 1998 | Khánh Hòa | 1–0 | Bình Định | Quy Nhơn, Bình Định    |  |
| 15:30              |           |     |           | Sân vận động: Quy Nhơn |  |

| 3 tháng 5 năm 1998 | Long An | 1–1 | Đồng Tháp | Tân An, Long An       |  |
| 15:30              |         |     |           | Sân vận động: Long An |  |

| 3 tháng 5 năm 1998 | Câu lạc bộ Quân đội | 1–1      | Cảng Sài Gòn | Ba Đình, Hà Nội                                                     |  |
| 15:30              | Minh Tiến 70'       | Chi tiết | Tấn Hải 42'  | Sân vận động: Cột Cờ Lượng khán giả: 10.000 Trọng tài: Phạm Hữu Lộc |  |

| 4 tháng 5 năm 1998 | Công an TP. Hồ Chí Minh | 1–0 | Công an Hà Nội | Quận 10, TP.HCM          |  |
| 17:00              |                         |     |                | Sân vận động: Thống Nhất |  |

#### Vòng 19
| 6 tháng 5 năm 1998 | Sông Lam Nghệ An | 2–0 | Hải Quan | Vinh, Nghệ An      |  |
| 15:30              |                  |     |          | Sân vận động: Vinh |  |

| 6 tháng 5 năm 1998 | Câu lạc bộ Quân đội | 3–0 | Bình Dương | Ba Đình, Hà Nội      |  |
| 15:30              |                     |     |            | Sân vận động: Cột Cờ |  |

| 6 tháng 5 năm 1998 | Cảng Sài Gòn | 0–2 | Khánh Hòa | Quận 10, TP.HCM          |  |
| 17:00              |              |     |           | Sân vận động: Thống Nhất |  |

| 6 tháng 5 năm 1998 | Long An | 0–0 | Công an Hải Phòng | Tân An, Long An       |  |
| 15:30              |         |     |                   | Sân vận động: Long An |  |

| 6 tháng 5 năm 1998 | Lâm Đồng | 3–1 | Bình Định | Đà Lạt, Lâm Đồng     |  |
| 15:30              |          |     |           | Sân vận động: Đà Lạt |  |

| 7 tháng 5 năm 1998 | Đồng Tháp | 2–0 | Công an Hà Nội | Cao Lãnh, Đồng Tháp    |  |
| 15:30              |           |     |                | Sân vận động: Cao Lãnh |  |

| 7 tháng 5 năm 1998 | Nam Định | 1–2 | Công an TP. Hồ Chí Minh | TP. Nam Định, Nam Định  |  |
| 15:30              |          |     |                         | Sân vận động: Chùa Cuối |  |

#### Vòng 20
| 10 tháng 5 năm 1998 | Nam Định | 0–0 | Hải Quan | TP. Nam Định, Nam Định  |  |
| 15:30               |          |     |          | Sân vận động: Chùa Cuối |  |

| 10 tháng 5 năm 1998 | Câu lạc bộ Quân đội | 0–0 | Sông Lam Nghệ An | Ba Đình, Hà Nội      |  |
| 15:30               |                     |     |                  | Sân vận động: Cột Cờ |  |

| 10 tháng 5 năm 1998 | Long An | 0–1      | Công an Hà Nội      | Tân An, Long An                                                     |  |
| 15:30               |         | Chi tiết | Bật Hưng · Văn Hùng | Sân vận động: Long An Lượng khán giả: 3.000 Trọng tài: Bùi Huy Tùng |  |

| 10 tháng 5 năm 1998 | Đồng Tháp | 3–0 | Công an Hải Phòng | Cao Lãnh, Đồng Tháp    |  |
| 15:30               |           |     |                   | Sân vận động: Cao Lãnh |  |

| 10 tháng 5 năm 1998 | Cảng Sài Gòn | 2–1 | Bình Định | Quận 10, TP.HCM          |  |
| 17:00               |              |     |           | Sân vận động: Thống Nhất |  |

| 10 tháng 5 năm 1998 | Lâm Đồng | 1–0 | Khánh Hòa | Đà Lạt, Lâm Đồng     |  |
| 15:30               |          |     |           | Sân vận động: Đà Lạt |  |

| 10 tháng 5 năm 1998 | Bình Dương | 2–3 | Công an TP. Hồ Chí Minh | Phan Thiết, Bình Thuận                               |  |
| 15:30               |            |     |                         | Sân vận động: Phan Thiết Trọng tài: Nguyễn Tuấn Hùng |  |

#### Vòng 21
| 26 tháng 5 năm 1998 | Hải Quan | 0–0 | Đồng Tháp | Quận 10, TP.HCM          |  |
| 17:00               |          |     |           | Sân vận động: Thống Nhất |  |

| 27 tháng 5 năm 1998 | Khánh Hòa | 1–1 | Nam Định | Nha Trang, Khánh Hòa    |  |
| 15:30               |           |     |          | Sân vận động: Nha Trang |  |

| 27 tháng 5 năm 1998 | Công an Hải Phòng | 2–1 | Sông Lam Nghệ An | Ngô Quyền, Hải Phòng    |  |
| 15:30               |                   |     |                  | Sân vận động: Lạch Tray |  |

| 27 tháng 5 năm 1998 | Bình Dương | 1–1 | Lâm Đồng | Thủ Dầu Một, Bình Dương |  |
| 15:30               |            |     |          | Sân vận động: Gò Đậu    |  |

| 27 tháng 5 năm 1998 | Công an Hà Nội | 1–1 | Cảng Sài Gòn | Đống Đa, Hà Nội      |  |
| 17:00               |                |     |              | Sân vận động: Hà Nội |  |

| 27 tháng 5 năm 1998 | Bình Định | 0–1 | Câu lạc bộ Quân đội | Pleiku, Gia Lai      |  |
| 15:30               |           |     |                     | Sân vận động: Pleiku |  |

| 27 tháng 5 năm 1998 | Công an TP. Hồ Chí Minh | 0–0 | Long An | Quận 10, TP.HCM          |  |
| 17:00               |                         |     |         | Sân vận động: Thống Nhất |  |

#### Vòng 22
| 30 tháng 5 năm 1998 | Hải Quan | 1–1 | Long An | Quận 10, TP.HCM          |  |
| 17:00               |          |     |         | Sân vận động: Thống Nhất |  |

| 31 tháng 5 năm 1998 | Bình Định | 0–3 | Nam Định | Pleiku, Gia Lai      |  |
| 17:00               |           |     |          | Sân vận động: Pleiku |  |

| 31 tháng 5 năm 1998 | Công an Hải Phòng | 4–2 | Bình Dương | Ngô Quyền, Hải Phòng    |  |
| 15:30               |                   |     |            | Sân vận động: Lạch Tray |  |

| 31 tháng 5 năm 1998 | Công an Hà Nội                   | 3–0      | Lâm Đồng | Đống Đa, Hà Nội                                                     |  |
| 15:30               | Tuấn Thành 8', 32' · Văn Hòa 14' | Chi tiết |          | Sân vận động: Hà Nội Lượng khán giả: 6.000 Trọng tài: Lương Thế Tài |  |

| 31 tháng 5 năm 1998 | Sông Lam Nghệ An | 3–0 | Cảng Sài Gòn | Vinh, Nghệ An      |  |
| 15:30               |                  |     |              | Sân vận động: Vinh |  |

| 31 tháng 5 năm 1998 | Công an TP. Hồ Chí Minh | 1–2 | Đồng Tháp | Quận 10, TP.HCM          |  |
| 17:00               |                         |     |           | Sân vận động: Thống Nhất |  |

| 31 tháng 5 năm 1998 | Khánh Hòa | 2–1 | Câu lạc bộ Quân đội | Nha Trang, Khánh Hòa    |  |
| 15:30               |           |     |                     | Sân vận động: Nha Trang |  |

#### Vòng 23
| 3 tháng 6 năm 1998 | Long An | 3–1      | Câu lạc bộ Quân đội | Phan Thiết, Bình Thuận   |  |
| 15:30              | Thúc Vũ | Chi tiết | Đức Thắng           | Sân vận động: Phan Thiết |  |

| 4 tháng 6 năm 1998 | Đồng Tháp | 0–0 | Nam Định | Cao Lãnh, Đồng Tháp    |  |
| 15:30              |           |     |          | Sân vận động: Cao Lãnh |  |

| 4 tháng 6 năm 1998 | Công an Hà Nội | 2–1 | Bình Dương | Đống Đa, Hà Nội      |  |
| 17:00              |                |     |            | Sân vận động: Hà Nội |  |

| 4 tháng 6 năm 1998 | Sông Lam Nghệ An | 4–0 | Lâm Đồng | Vinh, Nghệ An      |  |
| 15:30              |                  |     |          | Sân vận động: Vinh |  |

| 4 tháng 6 năm 1998 | Hải Quan | 2–1 | Khánh Hòa | Quận 10, TP.HCM          |  |
| 17:00              |          |     |           | Sân vận động: Thống Nhất |  |

| 4 tháng 6 năm 1998 | Công an Hải Phòng | 2–1 | Cảng Sài Gòn | Ngô Quyền, Hải Phòng    |  |
| 15:30              |                   |     |              | Sân vận động: Lạch Tray |  |

| 4 tháng 6 năm 1998 | Công an TP. Hồ Chí Minh | 2–1 | Bình Định | Quận 10, TP.HCM          |  |
| 17:00              |                         |     |           | Sân vận động: Thống Nhất |  |

#### Vòng 24
| 7 tháng 6 năm 1998 | Long An | 1–0 | Nam Định | Tân An, Long An       |  |
| 15:30              |         |     |          | Sân vận động: Long An |  |

| 7 tháng 6 năm 1998 | Công an Hà Nội | 1–0 | Sông Lam Nghệ An | Đống Đa, Hà Nội      |  |
| 17:00              |                |     |                  | Sân vận động: Hà Nội |  |

| 7 tháng 6 năm 1998 | Công an Hải Phòng | 3–1 | Lâm Đồng | Ngô Quyền, Hải Phòng    |  |
| 15:30              |                   |     |          | Sân vận động: Lạch Tray |  |

| 7 tháng 6 năm 1998 | Đồng Tháp | 2–2 | Câu lạc bộ Quân đội | Cao Lãnh, Đồng Tháp    |  |
| 15:30              |           |     |                     | Sân vận động: Cao Lãnh |  |

| 7 tháng 6 năm 1998 | Bình Dương | 1–1 | Cảng Sài Gòn | Thủ Dầu Một, Bình Dương |  |
| 15:30              |            |     |              | Sân vận động: Gò Đậu    |  |

| 7 tháng 6 năm 1998 | Hải Quan | 5–0 | Bình Định | Quận 10, TP.HCM          |  |
| 17:00              |          |     |           | Sân vận động: Thống Nhất |  |

| 8 tháng 6 năm 1998 | Công an TP. Hồ Chí Minh | 3–0 | Khánh Hòa | Quận 10, TP.HCM          |  |
| 17:00              |                         |     |           | Sân vận động: Thống Nhất |  |

#### Vòng 25
| 11 tháng 6 năm 1998 | Câu lạc bộ Quân đội                              | 3–1      | Công an TP. Hồ Chí Minh | Ba Đình, Hà Nội                                                      |  |
| 15:30               | - Mạnh Dũng 69' - Minh Tiến 73' - Việt Hoàng 79' | Chi tiết | Sỹ Thành 56'            | Sân vận động: Cột Cờ Lượng khán giả: 5.000 Trọng tài: Phạm Văn Quang |  |

| 11 tháng 6 năm 1998 | Bình Định | 3–2 | Công an Hải Phòng | Quy Nhơn, Bình Định    |  |
| 15:30               |           |     |                   | Sân vận động: Quy Nhơn |  |

| 11 tháng 6 năm 1998 | Khánh Hòa | 4–1 | Công an Hà Nội | Nha Trang, Khánh Hòa    |  |
| 15:30               |           |     |                | Sân vận động: Nha Trang |  |

| 11 tháng 6 năm 1998 | Bình Dương | 0–0 | Hải Quan | Thủ Dầu Một, Bình Dương |  |
| 15:30               |            |     |          | Sân vận động: Gò Đậu    |  |

| 11 tháng 6 năm 1998 | Nam Định | 3–2 | Sông Lam Nghệ An | TP. Nam Định, Nam Định  |  |
| 15:30               |          |     |                  | Sân vận động: Chùa Cuối |  |

| 11 tháng 6 năm 1998 | Lâm Đồng | 3–2 | Đồng Tháp | Đà Lạt, Lâm Đồng     |  |
| 15:30               |          |     |           | Sân vận động: Đà Lạt |  |

| 11 tháng 6 năm 1998 | Cảng Sài Gòn | 3–3 | Long An | Quận 10, TP.HCM                                  |  |
| 15:30               |              |     |         | Sân vận động: Thống Nhất Trọng tài: Đoàn Phú Tấn |  |

#### Vòng 26
| 14 tháng 6 năm 1998 | Bình Định     | 1–2 | Công an Hà Nội     | Quy Nhơn, Bình Định                             |  |
| 15:30               | Công Long 86' |     | - Văn Hòa 12', 47' | Sân vận động: Quy Nhơn Trọng tài: Lương Thế Tài |  |

| 14 tháng 6 năm 1998 | Khánh Hòa   | 1–1 | Công an Hải Phòng | Nha Trang, Khánh Hòa                                                 |  |
| 15:30               | Chí Tâm 27' |     | Văn Dũng 70'      | Sân vận động: Nha Trang Lượng khán giả: 1.000 Trọng tài: Hồ Huy Hồng |  |

| 14 tháng 6 năm 1998 | Nam Định                                                 | 5–2 | Bình Dương          | TP. Nam Định, Nam Định                                                |  |
| 15:30               | - Văn Phương 3' - Văn Dũng 43', 68', 74' - Huy Trung 76' |     | - Thanh Bình 5', ?' | Sân vận động: Chùa Cuối Lượng khán giả: 1.000 Trọng tài: Từ Minh Đăng |  |

| 14 tháng 6 năm 1998 | Câu lạc bộ Quân đội               | 2–2      | Hải Quan                       | Ba Đình, Hà Nội                                                     |  |
| 15:30               | - Công Tuyền 14' - Việt Hoàng 71' | Chi tiết | - Phi Long 26' - Thanh Hải 88' | Sân vận động: Cột Cờ Lượng khán giả: 5.000 Trọng tài: Phạm Phú Hùng |  |

| 14 tháng 6 năm 1998 | Lâm Đồng                         | 2–1 | Long An       | Đà Lạt, Lâm Đồng                                                   |  |
| 15:00               | - Đức Thắng 15' - Thanh Nhàn 60' |     | Thanh Bình 6' | Sân vận động: Đà Lạt Lượng khán giả: 300 Trọng tài: Phạm Chu Thiện |  |

| 14 tháng 6 năm 1998 | Cảng Sài Gòn                                                           | 6–2 | Đồng Tháp                        | Quận 10, TP.HCM                                                      |  |
| 15:30               | - Anh Tuấn 1', 31' - Minh Cường 27' - Hồng Sơn 56', 69' - Quan Huy 64' |     | - Công Nhậm 15' - Trung Vĩnh 68' | Sân vận động: Thống Nhất Lượng khán giả: 100 Trọng tài: Phạm Hữu Lộc |  |

| 14 tháng 6 năm 1998 | Sông Lam Nghệ An                                         | 3–2      | Công an TP. Hồ Chí Minh                        | Vinh, Nghệ An                                                        |  |
| 15:30               | - Sỹ Thủy 24' - Quang Trường 75' (ph.đ.) - Văn Tiến 90+' | Chi tiết | - Hiền Vinh 30' - Huỳnh Đức 78' - Tuấn Anh 89' | Sân vận động: Vinh Lượng khán giả: 6.000 Trọng tài: Trương Hoàng Đức |  |

### Tóm tắt kết quả
| Nhà \ Khách                   | BFC | BĐI | CSG | CQĐ | CHP | CHF | CTP | ĐTH | HQN | KHA | LĐG | LAN | NĐI | SNA |
| ----------------------------- | --- | --- | --- | --- | --- | --- | --- | --- | --- | --- | --- | --- | --- | --- |
| Bình Dương                    |     | 3–0 | 1–1 | 2–1 | 2–0 | 0–3 | 2–3 | 2–2 | 0–0 | 4–4 | 1–1 | 0–0 | 0–0 | 2–0 |
| Bình Định                     | 0–1 |     | 1–3 | 0–1 | 3–2 | 1–2 | 1–2 | 0–0 | 0–1 | 1–0 | 1–3 | 0–0 | 0–3 | 1–2 |
| Cảng Sài Gòn                  | 0–0 | 2–1 |     | 0–1 | 3–0 | 1–2 | 2–2 | 6–2 | 4–0 | 0–2 | 4–1 | 3–3 | 2–1 | 2–1 |
| Câu lạc bộ Quân đội           | 3–0 | 2–0 | 1–1 |     | 2–1 | 0–1 | 3–1 | 4–0 | 2–2 | 4–0 | 1–0 | 2–0 | 3–0 | 0–0 |
| Công an Hải Phòng             | 4–2 | 0–1 | 2–1 | 0–0 |     | 1–1 | 4–1 | 1–2 | 0–0 | 1–1 | 3–1 | 4–0 | 2–0 | 2–1 |
| Công an Hà Nội                | 2–1 | 1–0 | 1–1 | 0–0 | 0–1 |     | 2–2 | 4–1 | 1–1 | 3–1 | 3–0 | 1–0 | 2–0 | 1–0 |
| Công an Thành phố Hồ Chí Minh | 3–0 | 2–1 | 0–1 | 0–0 | 3–1 | 1–0 |     | 1–2 | 3–0 | 3–0 | 3–1 | 0–0 | 2–1 | 2–2 |
| Đồng Tháp                     | 1–1 | 4–3 | 2–1 | 2–2 | 3–0 | 2–0 | 0–0 |     | 0–0 | 1–1 | 3–0 | 1–1 | 0–0 | 2–1 |
| Hải Quan                      | 4–0 | 5–0 | 2–6 | 0–2 | 0–0 | 0–0 | 1–0 | 0–0 |     | 2–1 | 0–1 | 1–1 | 1–0 | 0–0 |
| Khánh Hòa                     | 0–0 | 1–0 | 3–0 | 2–1 | 1–1 | 4–1 | 0–0 | 0–0 | 1–0 |     | 1–0 | 2–1 | 1–1 | 2–4 |
| Lâm Đồng                      | 0–1 | 3–1 | 1–1 | 2–0 | 0–0 | 3–1 | 2–2 | 3–2 | 2–1 | 1–0 |     | 2–1 | 2–1 | 5–2 |
| Long An                       | 1–0 | 1–1 | 1–0 | 3–1 | 0–0 | 0–1 | 0–1 | 1–1 | 0–0 | 1–1 | 1–1 |     | 1–0 | 1–0 |
| Nam Định                      | 5–2 | 4–1 | 0–0 | 2–3 | 1–0 | 2–1 | 1–2 | 2–1 | 0–0 | 1–0 | 2–0 | 2–0 |     | 3–2 |
| Sông Lam Nghệ An              | 2–0 | 2–1 | 3–0 | 1–1 | 1–1 | 2–0 | 3–2 | 2–1 | 2–0 | 3–2 | 4–0 | 4–2 | 2–1 |     |

### Tiến trình mùa giải
| Đội ╲ Vòng                    | 1 | 2 | 3 | 4 | 5 | 6 | 7 | 8 | 9 | 10 | 11 | 12 | 13 | 14 | 15 | 16 | 17 | 18 | 19 | 20 | 21 | 22 | 23 | 24 | 25 | 26 |
| ----------------------------- | - | - | - | - | - | - | - | - | - | -- | -- | -- | -- | -- | -- | -- | -- | -- | -- | -- | -- | -- | -- | -- | -- | -- |
| Bình Dương                    | H | H | T | H | T | T | B | T | T | B  | H  | B  | H  | H  | B  | T  | H  | B  | B  | B  | H  | B  | B  | H  | H  | B  |
| Bình Định                     | B | H | B | H | T | B | B | B | B | B  | B  | T  | B  | B  | B  | B  | H  | B  | B  | B  | B  | B  | B  | B  | T  | B  |
| Cảng Sài Gòn                  | H | T | H | T | B | B | T | B | T | T  | H  | B  | B  | T  | T  | H  | H  | H  | B  | T  | H  | B  | B  | H  | H  | T  |
| Câu lạc bộ Quân đội           | H | T | T | B | T | B | H | T | T | T  | T  | H  | T  | B  | T  | H  | T  | H  | T  | H  | T  | B  | B  | H  | T  | H  |
| Công an Hải Phòng             | B | H | B | T | H | T | B | H | B | B  | H  | B  | H  | T  | T  | H  | B  | H  | H  | B  | T  | T  | T  | T  | B  | H  |
| Công an Hà Nội                | H | H | B | H | H | T | T | T | B | T  | B  | T  | T  | T  | B  | T  | H  | B  | B  | T  | H  | T  | T  | T  | B  | T  |
| Công an Thành phố Hồ Chí Minh | T | T | H | B | H | T | T | T | H | T  | H  | H  | H  | B  | H  | H  | T  | T  | T  | T  | H  | B  | T  | T  | B  | B  |
| Đồng Tháp                     | H | H | H | T | H | B | T | H | H | B  | B  | T  | T  | H  | T  | H  | B  | H  | T  | T  | H  | T  | H  | H  | B  | B  |
| Hải Quan                      | B | B | B | H | H | H | T | H | H | B  | T  | T  | B  | T  | B  | B  | H  | H  | B  | H  | H  | H  | T  | T  | H  | H  |
| Khánh Hòa                     | H | B | H | H | B | T | T | B | B | T  | H  | B  | H  | T  | B  | H  | H  | T  | T  | B  | H  | T  | B  | B  | T  | H  |
| Lâm Đồng                      | H | B | T | T | T | T | B | B | T | T  | H  | B  | H  | B  | H  | T  | B  | B  | T  | T  | H  | B  | B  | B  | T  | T  |
| Long An                       | H | H | T | H | H | B | B | B | H | B  | B  | T  | H  | B  | T  | B  | H  | H  | H  | B  | H  | H  | T  | T  | H  | B  |
| Nam Định                      | T | B | T | B | B | B | B | T | T | T  | T  | B  | H  | B  | B  | B  | H  | T  | B  | H  | H  | T  | H  | B  | T  | T  |
| Sông Lam Nghệ An              | T | T | B | B | B | H | H | H | B | B  | T  | T  | H  | T  | T  | T  | T  | T  | T  | H  | B  | T  | T  | B  | B  | T  |

### Vị trí các đội qua các vòng đấu
| Đội ╲ Vòng                    | 1          | 2 | 3 | 4 | 5 | 6 | 7 | 8 | 9 | 10 | 11 | 12 | 13 | 14 | 15 | 16 | 17 | 18 | 19 | 20 | 21 | 22 | 23 | 24 | 25 | 26 |    |
| ----------------------------- | ---------- | - | - | - | - | - | - | - | - | -- | -- | -- | -- | -- | -- | -- | -- | -- | -- | -- | -- | -- | -- | -- | -- | -- | -- |
| Đội ╲ Vòng                    | Bình Dương |   |   |   |   |   |   |   |   |    | 4  | 4  | 5  |    |    | 8  |    |    |    |    |    |    |    |    |    |    | 13 |
| Bình Định                     |            |   |   |   |   |   |   |   |   | 14 |    |    |    |    | 14 |    |    |    |    |    |    |    |    |    |    | 14 |    |
| Cảng Sài Gòn                  |            |   |   |   |   |   |   |   |   | 5  | 5  | 6  |    |    | 4  | 2  |    |    |    |    |    |    |    |    |    | 5  |    |
| Câu lạc bộ Quân đội           |            |   |   |   |   |   |   |   |   | 2  |    |    |    |    | 1  | 1  |    |    |    |    |    |    |    |    |    | 1  |    |
| Công an Hải Phòng             |            |   |   |   |   |   |   |   |   | 10 |    |    |    |    | 10 |    |    |    |    |    |    |    |    |    |    | 10 |    |
| Công an Hà Nội                |            |   |   |   |   |   |   |   |   | 6  |    |    |    |    | 3  |    |    |    |    |    |    |    |    |    |    | 4  |    |
| Công an Thành phố Hồ Chí Minh |            |   |   |   |   |   |   |   |   | 1  |    |    |    |    | 2  |    |    |    |    |    |    |    |    |    |    | 3  |    |
| Đồng Tháp                     |            |   |   |   |   |   |   |   |   | 8  |    |    |    |    | 5  |    |    |    |    |    |    |    |    |    |    | 7  |    |
| Hải Quan                      |            |   |   |   |   |   |   |   |   | 13 |    | 10 |    |    | 12 |    |    |    |    |    |    |    |    |    |    | 11 |    |
| Khánh Hòa                     |            |   |   |   |   |   |   |   |   | 9  |    |    |    |    | 11 |    |    |    |    |    |    |    |    |    |    | 9  |    |
| Lâm Đồng                      |            |   |   |   |   |   |   |   |   | 3  |    |    |    |    | 6  |    |    |    |    |    |    |    |    |    |    | 6  |    |
| Long An                       |            |   |   |   |   |   |   |   |   | 12 | 13 | 12 |    |    | 13 |    |    |    |    |    |    |    |    |    |    | 12 |    |
| Nam Định                      |            |   |   |   |   |   |   |   |   | 7  |    |    |    |    | 9  |    |    |    |    |    |    |    |    |    |    | 8  |    |
| Sông Lam Nghệ An              |            |   |   |   |   |   |   |   |   | 11 |    |    |    |    | 7  |    |    |    |    |    |    |    |    |    |    | 2  |    |

## Bảng xếp hạng
| VT | Đội                           | ST | T  | H  | B  | BT | BB | HS  | Đ  | Giành quyền tham dự hoặc xuống hạng       |
| -- | ----------------------------- | -- | -- | -- | -- | -- | -- | --- | -- | ----------------------------------------- |
| 1  | Câu lạc bộ Quân đội (C)       | 26 | 13 | 8  | 5  | 40 | 20 | +20 | 47 | Cúp C1 châu Á 1999–00 và Cúp Dunhill 1998 |
| 2  | Sông Lam Nghệ An              | 26 | 13 | 5  | 8  | 44 | 32 | +12 | 44 | Cúp Dunhill 1998                          |
| 3  | Công an Thành phố Hồ Chí Minh | 26 | 12 | 8  | 6  | 41 | 31 | +10 | 44 | Cúp C2 châu Á 1999–00 và Cúp Dunhill 1998 |
| 4  | Công an Hà Nội                | 25 | 13 | 6  | 6  | 34 | 24 | +10 | 42 | Cúp Dunhill 1998                          |
| 5  | Cảng Sài Gòn                  | 26 | 10 | 8  | 8  | 45 | 34 | +11 | 38 | Cúp Dunhill 1998                          |
| 6  | Lâm Đồng                      | 26 | 11 | 5  | 10 | 35 | 40 | −5  | 38 | Cúp Dunhill 1998                          |
| 7  | Đồng Tháp                     | 26 | 8  | 12 | 6  | 35 | 36 | −1  | 36 | Cúp Dunhill 1998                          |
| 8  | Nam Định                      | 25 | 10 | 5  | 10 | 32 | 29 | +3  | 35 | Cúp Dunhill 1998                          |
| 9  | Khánh Hòa                     | 25 | 8  | 8  | 9  | 27 | 30 | −3  | 32 |                                           |
| 10 | Công an Hải Phòng             | 25 | 7  | 9  | 9  | 30 | 30 | 0   | 30 |                                           |
| 11 | Hải Quan (R)                  | 26 | 6  | 12 | 8  | 21 | 26 | −5  | 30 | Play-off tranh hạng                       |
| 12 | Long An (O)                   | 26 | 4  | 13 | 9  | 17 | 26 | −9  | 25 | Play-off tranh hạng                       |
| 13 | Bình Dương (R)                | 24 | 6  | 8  | 10 | 23 | 36 | −13 | 24 | Xuống hạng Nhì Quốc gia 1999              |
| 14 | Bình Định (R)                 | 26 | 3  | 3  | 20 | 19 | 50 | −31 | 12 | Xuống hạng Nhì Quốc gia 1999              |

1. ↑  Công an Thành phố Hồ Chí Minh giành suất tham dự Cúp C2 châu Á với tư cách là nhà vô địch Cúp Quốc gia 1998.
2. ↑  Công an Hà Nội không được tính kết quả trận gặp Công an Hải Phòng vòng 15 và bị trừ 3 điểm.[5]
3. ↑  Nam Định không được tính kết quả trận gặp Bình Dương vòng 13.
4. ↑  Khánh Hòa không được tính kết quả trận gặp Bình Dương vòng 17.
5. ↑  Công an Hải Phòng không được tính kết quả trận gặp Công an Hà Nội vòng 15.
6. ↑  Hải Quan không được tính kết quả trận gặp Câu lạc bộ Quân đội vòng 26.
7. ↑  Bình Dương không được tính kết quả trận gặp Khánh Hòa vòng 17 và bị trừ thêm 2 điểm.

## Play-off
Hải Quan thua đội xếp thứ 4 của giải Hạng Nhì là Thừa Thiên Huế trong cặp trận giành quyền chơi ở giải hạng Nhất mùa giải tiếp theo. Long An trụ hạng thành công do thắng trong cặp trận với Kiên Giang, đội đứng thứ 3 của giải hạng Nhì.

### Lượt đi
| Hải Quan  | 2–2            | Thừa Thiên Huế     |
| --------- | -------------- | ------------------ |
| Anh Trung | Chi tiết (TTH) | (l.n.) · Quang Phú |

| Kiên Giang | 0–2 | Long An |
| ---------- | --- | ------- |
|            |     |         |

### Lượt về
| Thừa Thiên Huế | 0–0                     | Hải Quan |
| -------------- | ----------------------- | -------- |
|                | Chi tiết Chi tiết (TTH) |          |

Tổng tỷ số là 2–2, Thừa Thiên Huế thắng nhờ luật bàn thắng sân khách.
| Long An | 3–0 | Kiên Giang |
| ------- | --- | ---------- |
|         |     |            |

Long An thắng với tổng tỷ số 5–0.

## Thống kê mùa giải

### Theo câu lạc bộ
| Xếp hạng                     | Câu lạc bộ                                            | Số lượng |
| ---------------------------- | ----------------------------------------------------- | -------- |
| CLB thắng nhiều nhất         | Câu lạc bộ Quân đội, Sông Lam Nghệ An, Công an Hà Nội | 13 trận  |
| CLB thắng ít nhất            | Bình Định                                             | 3 trận   |
| CLB hoà nhiều nhất           | Long An                                               | 13 trận  |
| CLB hoà ít nhất              | Bình Định                                             | 3 trận   |
| CLB thua nhiều nhất          | Bình Định                                             | 20 trận  |
| CLB thua ít nhất             | Câu lạc bộ Quân đội                                   | 5 trận   |
| Chuỗi thắng dài nhất         | Sông Lam Nghệ An                                      | 6 trận   |
| Chuỗi bất bại dài nhất       | Sông Lam Nghệ An, Công an Thành phố Hồ Chí Minh       | 9 trận   |
| Chuỗi không thắng dài nhất   | Bình Định                                             | 12 trận  |
| Chuỗi thua dài nhất          | Bình Định                                             | 7 trận   |
| CLB ghi nhiều bàn thắng nhất | Cảng Sài Gòn                                          | 45 bàn   |
| CLB ghi ít bàn thắng nhất    | Long An                                               | 17 bàn   |
| CLB lọt lưới nhiều nhất      | Bình Định                                             | 50 bàn   |
| CLB lọt lưới ít nhất         | Câu lạc bộ Quân đội                                   | 20 bàn   |
| CLB nhận thẻ vàng nhiều nhất |                                                       |          |
| CLB nhận thẻ vàng ít nhất    |                                                       |          |
| CLB nhận thẻ đỏ nhiều nhất   |                                                       |          |
| CLB nhận thẻ đỏ ít nhất      |                                                       |          |

### Theo cầu thủ

#### Cầu thủ ghi bàn hàng đầu
Dưới đây là danh sách cầu thủ ghi bàn hàng đầu của giải đấu. Đã có 458 bàn thắng ghi được trong 180 trận đấu, trung bình 2.54 bàn thắng mỗi trận đấu.

| Xếp hạng | Cầu thủ           | Câu lạc bộ                    | Số bàn thắng |
| -------- | ----------------- | ----------------------------- | ------------ |
| 1        | Nguyễn Văn Dũng   | Nam Định                      | 17           |
| 2        | Lê Huỳnh Đức      | Công an Thành phố Hồ Chí Minh | 16           |
| 3        | Văn Sỹ Thủy       | Sông Lam Nghệ An              | 13           |
| 4        | Hồ Văn Lợi        | Cảng Sài Gòn                  | 11           |
| 5        | Đặng Phương Nam   | Câu lạc bộ Quân đội           | 10           |
| 5        | Nguyễn Chí Tâm    | Khánh Hòa                     | 10           |
| 5        | Thanh Nhàn        | Lâm Đồng                      | 10           |
| 6        | Nguyễn Tuấn Thành | Công an Hà Nội                | 6            |
| 6        | Trương Việt Hoàng | Câu lạc bộ Quân đội           | 6            |
| 6        | Ngô Quang Trường  | Sông Lam Nghệ An              | 6            |

## Kỷ luật
Ban tổ chức giải đã ra quyết định kỷ luật (cảnh cáo, không công nhận kết quả hoặc trừ điểm) một số đội bóng tham dự vì nghi ngờ có sự dàn xếp tỉ số trong 5 trận đấu sau:
- Bình Dương - Nam Định (0-0, vòng 13 ngày 15 tháng 4)[4]
- Công an Hà Nội - Công an Hải Phòng (0-1, vòng 14 ngày 22 tháng 4)[7]
- Bình Dương - Khánh Hoà (4-4, vòng 15 ngày 29 tháng 4)[8]
- Khánh Hoà - Công an Hải Phòng (1-1, vòng 26 ngày 14 tháng 6)[9]
- Câu lạc bộ Quân đội - Hải Quan (2-2, vòng 26 ngày 14 tháng 6).[9]

| Vô địch Giải bóng đá Hạng Nhất Quốc gia 1998 |
| -------------------------------------------- |
| Câu lạc bộ Quân đội Lần thứ năm              |